# Petromax

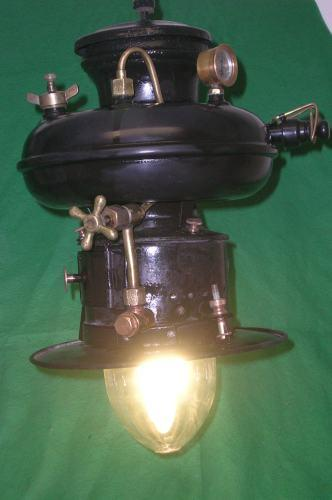
Lámpara Petromax 834 de 1930. Este modelo se convirtió en la versión que empleaba petróleo más luminosa de la época.

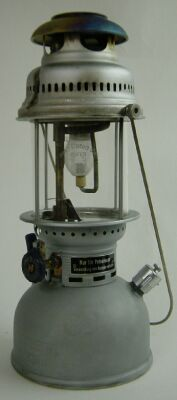
Petromax 829.

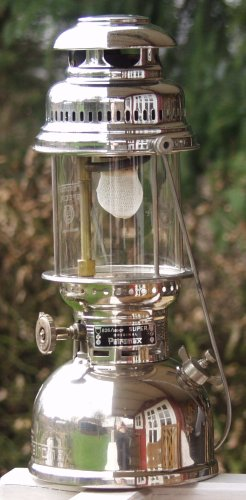
Petromax 826.

Petromax es una marca de lámparas que funcionan quemando parafina, fueron desarrolladas por el comerciante de Berlín Max Graetz, presidente de la empresa "Ehrich & Graetz" en 1910. El nombre de la lámpara proviene del propio nombre de Max Graetz, que era apodado por sus amigos como "Petroleum-Maxe".[cita requerida] Con el tiempo, la lámpara Petromax desarrollada por él adquirió este nombre. La primera lámpara Petromax en una versión dispuesta para funcionar en un hogar se desarrolló en 1922. La lámpara era considerada como una de las más luminosas a comienzos del siglo XX.

## Características
La lámpara Petromax contiene una pequeña bomba de aire a presión que se comprime mediante un pistón lateral. La mezcla de aire y petróleo se mantiene a una presión de aproximadamente 2 bar. Esta presión es necesaria para el correcto funcionamiento del carburador interno de la linterna. El carburador se enciende a una temperatura de aproximadamente 250 °C en el que el petróleo se evapora a suficiente presión como para quemarse y mantener constantemente la llama encendida. El petróleo de la cámara de presión continua saliendo a través de los orificios del carburador hasta que alcanza la velocidad del sonido (300 m/s). Este fenómeno hace que la lámpara emita un 'silbido' característico. Algunas versiones de la lámpara llevan incorporado un manómetro de pequeño tamaño para comprobar la presión del depósito.
La velocidad máxima del aire y del vapor de petróleo se alcanza en la cámara de combustión en la zona denominada Glühkörper. El Glühkörper consiste en una camisa incandescente de seda sintética impregnada con diversas sales. Esta camisa se combustiona en la primera operación de la lámpara hasta que se convierte en cenizas. Las sales de la camisa le proporcionan cierta estructura durante la combustión, pero un golpe o movimiento brusco desmoronan la camisa en ceniza. La combustión resultante proporciona una luminosidad muy intensa durante su régimen de funcionamiento. 
La lámpara Petromax se comercializaba en diferentes tamaños y con diferentes equipamientos. El modelo más pequeño fue el 900 con 100 HK (Hefnerkerzen una medida de la intensidad luminosa en Alemania y Austria), la lámpara más brillante alcanzaba cerca de los 500 HK de luminosidad. Desde el punto de vista estructural la Petromax más grande era el modelo 830 con 300 HK que poseía un tanque de dos litros de petróleo. Con la denominación Petromax se comercializaron otros dispositivos caseros que proporcionaban luz a sus habitantes.